# 後生質
後生質是在细胞中可以找到的非原生质. 活的原生质有时候被称为 bioplasm 和後生質不同。 后者通常是有机或无机物质的产品的新陈代谢，并包括晶体、油滴、树胶、 丹宁、树脂和其他化合物可以维护生物体，建構細胞,或者存储物质。 後生質可能会出现在 原生质， 液泡，或是 细胞壁。

## 碳水化合物
植物後生質主要由纤维素 和 淀粉 形成。 细胞壁主要由纤维素構成，而在原生質裡,儲存主要由 淀粉 負責。
淀粉，几乎都存在 色素體之中，特别是 白色體 和 澱粉體。

## 蛋白质
尽管 蛋白质 是活著的原生质的主要成分、蛋白质仍可能因不活跃，後生質机构—形成结晶(或晶体)。 而其中一個知名的不定型後生質蛋白质是 gluten。

## 脂肪和油
脂肪 (脂)和油广泛分布在植物组织。 和脂肪有关的物質有蜡, 软木脂，和 角质則充當細胞壁的保護層。

## 晶体
动物排除多余的无机材料；植物主要將這种物質儲存在他们的组织。这样的礦物大多是盐和二氧化硅的酸酐。
- Raphides 是一种草酸钙以细长的结晶形式聚集在植物细胞的捆包内。 因为针狀的形式和他大量存在於组织的特性，一片叶子可以是味道不好的（詳情請見花叶万年青和芋頭）。
- Druse
- Cystolith